# Krautrock
El krautrock (també conegut com a Kosmische Musik) és un corrent musical de rock experimental sorgit a l'Alemanya Occidental a final dels anys 60. El terme, originalment despectiu, s'usa per a referir-se a una gran quantitat d'artistes alemanys influïts per gèneres com el rock psicodèlic, el rock progressiu, la música avantgarde, el rhythm and blues i el jazz, que utilitzaven noves tecnologies i noves maneres d'usar les tecnologies d'enregistrament, amplificació i barreja musical, amb noves estructures formals.
El krautrock ha estat, de vegades, considerat un subgènere del rock progressiu. Les influències principals en els artistes de krautrock inclouen diversos compositors del minimalisme, d'avantgarde i de free jazz. També es pot incloure en la música ètnica, com un exponent de la música oriental i africana. Alguns dels artistes més importants en van ser Karlheinz Stockhausen, La Monte Young i John Cage. Així mateix, es poden prendre com a influències del krautrock The Velvet Underground, amb les seves notes sostingudes i els seus ritmes intensos, les experimentacions electròniques dels Silver Apples, els treballs més avantguardistes dels Beatles, el treball d'estudi dels jamaicans Lee Perry i King Tubby, els Pink Floyd de Syd Barrett (i els seus treballs com a solista), els Soft Machine, i en menor grau bandes com ara King Crimson, Frank Zappa & The Mothers of Invention i Mahavishnu Orchestra, a més del rock psicodèlic.
Les bandes en escena tenien diferents estils. Per exemple, mentre que Tangerine Dream va destacar pel so progressiu basat en sintetitzadors (que es pot considerar space rock), Faust i Kraftwerk (en els primers àlbums) van explorar un so més "industrial", mentre que Cluster i Popol Vuh tenien un so més proper a l'ambient i al que després s'havia de denominar new age, i Agitation Free experimentava amb jazz (i elements ètnics). Per aquesta raó, «no se sol considerar el krautrock com un gènere, sinó més aviat com un terme per a designar bandes de rock experimental alemany». No obstant això, moltes d'aquestes bandes estaven relacionades entre si i en alguns casos compartien elements com el ritme motorik, instruments electrònics (com ara sintetitzadors), efectes d'estudi, improvisacions, elements i temàtica de música ètnica, etc.
La major part d'aquests artistes van ser importants i influents en el desenvolupament de gèneres com la música industrial, l'electrònica, l'ambient, el synth pop, el punk, el postpunk i el postrock. Cal destacar la influència exercida en multitud de músics mitjançant la denominada trilogia berlinesa de David Bowie, amb les seves creacions "Low", "Heroes" i "Lodger", enregistrades entre 1977 i 1979 pel músic britànic en companyia de Robert Fripp i Brian Eno. Així mateix, nombrosos grups experimentals de les últimes dècades han redescobert el so krautrock, per exemple el projecte Stereolab, ferms seguidors de l'obra de Neu! Avui dia, algunes de les bandes de krautrock segueixen en activitat, igual que molts músics que han pertangut a bandes d'escena i que ara toquen com a solistes o han creat noves formacions, com Damo Suzuki.

## Context històric
El krautrock va sorgir de la contracultura de finals dels anys 60 a l'Alemanya Occidental. En general, es considera aquest moviment com un intent de la joventut alemanya de reconstruir la seva cultura, que havia estat destruïda en la Segona Guerra Mundial i que era dominada per la influència dels Estats Units i altres països occidentals. Els músics d'escena buscaven crear alguna cosa nova que representés aquest punt de vista; és per això que basaven els seus treballs en els de Karlheinz Stockhausen, primer compositor modern que va tornar la identitat a la música alemanya. Algunes bandes, com ara Amon Düül, Floh de Cologne i Guru Guru, estaven involucrades en política, i en alguns casos van sorgir de comunes hippys. Aquests artistes realitzaven desconstruccions i paròdies de la música rock, usaven elements del rock psicodèlic, experimentaven amb collage de sons i efectes electrònics; realitzaven improvisacions, buscaven crear atmosferes, i hi incorporaven elements de musique concrète, minimalisme, jazz i música oriental.

## Grups destacats
- Amon Duul
- Amon Duul 2
- Ash Ra Tempel
- Birth Control
- Brainticket
- Can
- Cosmic Jokers
- Deuter
- La Düsseldorf
- Eloy
- Faust
- Floh de Cologne
- Manuel Göttsching
- Guru Guru
- Ihre Kinder
- Jean Ven Robert Hal
- Jane
- Karthago
- Kraan
- Kraftwerk
- Nektar
- Neu!
- Novalis
- Organisation
- Percewood's Onagram
- Popol Vuh
- Sahara
- Klaus Schulze
- Tangerine Dream
- Thirsty Moon
- Xhol
- Wallenstein

## Llegat
El krautrock va assolir una gran popularitat, no solament a Alemanya, i va infuir molts de gèneres i grups posteriors. Així, els Surfing Sirles homenatjaren el gènere en la cançó «Merda alemanya», i el «Romance de Juan Osuna» de Los Planetas és un tribut a Neu!.